# NGC 4934
NGC 4934 este o galaxie activă situată în constelația Părul Berenicei. A fost descoperită în 20 aprilie 1865 de către Heinrich Louis d'Arrest. Se află la o distanță de 87,6 de megaparseci de Pământ.